# Stanislav Kozlovski
Stanislav Kozlovski (rus: Станислав Александрович Козловский)  (Moscou, 8 de desembre de 1976) és un psicòleg rus, especialista en el camp de la neurociència cognitiva de la memòria i la percepció.
A més de les activitats docents i científiques, participa activament en la promoció del Runet i és un conegut viquipedista.

## Biografia
El 1995 Stanislav Kozlovski va començar a estudiar a la Universitat Estatal de Moscou, de la qual es va graduar l'any 2000. Al mateix temps va començar a dedicar-se a activitats docents i científiques, i des del 2014 treballa com a professor associat del Departament de Psicofisiologia.
El 2004 va defensar la seva tesi sobre el tema «Mecanismes psicofisiològics que emmagatzemen imatges visuals a la memòria de treball». De 2005 a 2008 va ser investigador al Laboratori de Psicofisiologia de la Creativitat de l'Institut de Psicologia de l'Acadèmia de Ciències Russa. De 2009 a 2013, va ser cap del Departament de Mètodes d'Investigació Neurocognitiva de l'Institut Kurtxàtov.
El 2023, es va veure obligat a dimitir «per voluntat pròpia» de la Facultat de Psicologia de la Universitat Estatal de Moscou a causa de l'amenaça de reconeixement com a «agent estranger», després de la qual cosa la reunió general de la Viquipèdia en rus, que aleshores comptava amb gairebé 2 milions d'articles i era la setena amb més presència a la plataforma, va decidir posar fi al projecte per a la seguretat de tots els seus participants. 